# Dolne Maliki
Dolne Maliki – wieś w Polsce położona w województwie pomorskim, w powiecie kościerskim, w gminie Stara Kiszewa. 
Wieś wchodzi w skład sołectwa Górne Maliki.
W latach 1975–1998 miejscowość administracyjnie należała do województwa gdańskiego.

## Etymologia
Nazwa wsi pochodzi od nazwy osobowej Malik, Małek. Po rozdziale wsi w XVIII wieku wprowadzono człony  odróżniające podzielone części Dolne i Górne Maliki.

## Historia
1319 – Pierwsza wzmianka w której wymieniono nazwę wsi występuje w dokumencie potwierdzającym granice posiadłości cystersów pelplińskich.
1402 - 1409 – W księdze czynszowej biskupa Jana Kropidły odnotowano, iż wieś obciążona była dziesięciną z 36 łanów.
1415 – Maliki płaciły dziesięcinę w wysokości 4,5 grzywny, co pozwala ustalić obszar objęty opłatą na 36 łanów.
1437 – W rejestrze czynszów Wójtostwa Tczewskiego Okręgu Kiszewskiego Maliki występowały jako wieś chłopska Zakonu, która liczyła 24 zasiedlone łany i karczmę, chłopi byli zobowiązani do opłaty w wysokości 1/2 grzywny czynszu.
1452 – W wykazie rycerzy, którzy dochowali wierności Zakonowi odnotowano Jhenigena von Malkow.
1534 – W rejestrze dziesięcin biskupich Maliki odnotowane były obok Garczyna, nie były obciążone dziesięciną.
1570 – Pobór zapłacono z 2 łanów. We wsi znajdował się niezasiedlony folwark, dwóch rybaków. Chłopi zobowiązani byli do opłaty 20 gr. podatku od łanu. Maliki wchodziły w skład parafii pogódzkiej.
1648 – Maliki odnotowano jako dobra szlacheckie podzielone na dwie części. Właścicielem pierwszej był pan Pałubicki (właściciel Pałubina), drugiej Czapiewscy i inni.